# Mộ đá Menga
Mộ đá Menga (tiếng Tây Ban Nha: Dolmen de Menga) là một gò chôn cự thạch dạng mộ đá dài có niên đại từ thế kỷ thứ 3 TCN. Di chỉ này nằm gần Antequera, tỉnh Málaga, Tây Ban Nha.
Nó là một trong những cấu trúc cự thạch cổ xưa lớn nhất châu Âu. Với chiều cao 25 mét, rộng 4 mét, nó được xây dựng từ 32 khối cự thạch, lớn nhất trong đó có khối lượng lên tới 180 tấn. Sau khi hoàn thành hầm mộ được chia thành các buồng và con đường dẫn vào trung tâm hầm mộ, cấu trúc này được lấp lại thành gò đất như ngày hôm nay. Ngôi mộ được phát hiện vào thế kỷ 19 và các nhà khảo cổ học đã phát hiện được hàng trăm bộ xương.
Cách không xa mộ đá Mộ đá Menga là hai cấu trúc Mộ đá Viera và El Romeral, một bãi chôn lấp cự thạch nó niên đại từ năm 1800 TCN.
Năm 2016, quần thể các mộ đá Menga, Viera và El Romeral đã được UNESCO công nhận là Di sản thế giới tại kỳ họp lần thứ 40 diễn ra ở Istanbul, Thổ Nhĩ Kỳ dưới tên gọi "Di chỉ mộ đá Antequera".